# Bernard Lubat

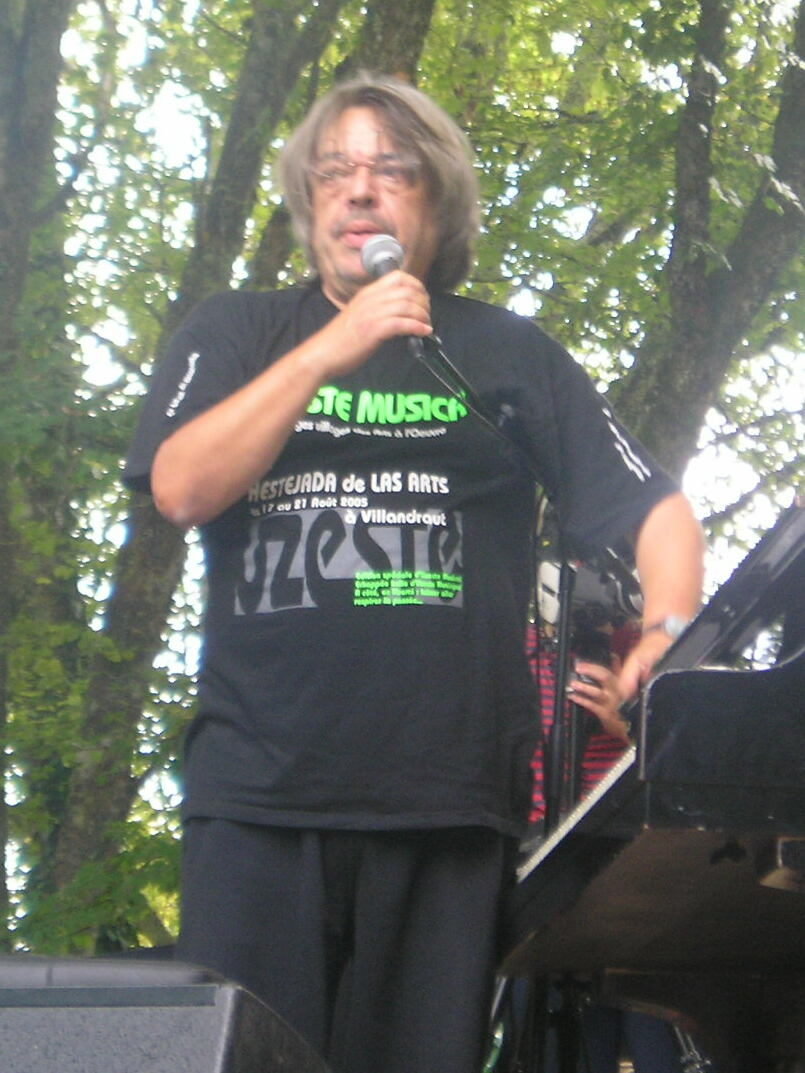
Bernard Lubat (2006)

Bernard Lubat (* 12. Juli 1945 in Uzeste in der Gascogne) ist ein französischer Pianist des Jazz und zeitgenössischer klassischer Musik. Er ist Multi-Instrumentalist und Sänger (Scat-Gesang). Neben Klavier und spielt er auch (elektronisches) Schlagzeug, Perkussionsinstrumente, Akkordeon, Synthesizer und Vibraphon.

## Leben und Wirken
Lubat wurde in einem kleinen Ort in der gascognischen Provinz Bazadais 60 km von Bordeaux als Sohn des Trompeters Alban Lubaz, den er ab dem Alter von 6 Jahren auf dem Akkordeon auf Tanzveranstaltungen begleitete, geboren und besuchte Konservatorien in Bordeaux (ab 1957) und Paris (1961 bis 1963), das er mit einem ersten Preis im klassischen Schlagwerk abschloss. Ab 1965 spielte er im Orchester von Jef Gilson, wo er die Bekanntschaft von Musikern wie Michel Portal, Henri Texier und François Jeanneau machte. Er begleitete Chansonsänger, arbeitete im Studio, spielte als Vibraphonist mit Martial Solal und Jean-Luc Ponty, als Schlagzeuger mit Stan Getz und Eddy Louiss (u. a. in der 1959 von Mimi Perrin gegründeten Vokaljazz-Gruppe Les Double Six, in der er überdies als Sänger auftrat).
Sein Spektrum ist sehr umfangreich. Er ist als Free-Jazz-Musiker hervorgetreten und als Interpret von moderner klassischer Musik von Luciano Berio (als Perkussionist in „Laborintus II“ mit dem Ensemble Musique Vivante, Harmonia Mundi 1987), Béla Bartók, Iannis Xenakis und Edgar Varèse. In interdisziplinären Projekten arbeitete Lubat mit dem Feuerwerker Pierre-Alain Hubert zusammen, mit dem er eine „Pyrotechnische Huldigung der letzten 25 Jahre des 20. Jahrhunderts“ aufführte. Er begleitete über mehrere Jahre den Sänger Claude Nougaro und spielte viel mit Michel Portal und Henri Texier. 1976 legte er eine Soloplatte vor, in dem er die verschiedensten Instrumente (bis hin zum Nebelhorn und zur Bassgitarre) spielt und in dem eine Verknüpfung von „Retrospektive und Utopie“ deutlich wird. Ungefähr in die gleiche Zeit fällt die Gründung der „Compagnie Lubat“, die Ekkehard Jost als eine der „spektakulärsten Gruppen der französischen Musikszene“ bewertete. Die Besetzung der Compagnie fluktuierte, zunächst um einen Kern von Patrick Auzier und Jean-Louis Chautemps, später um Auzier und André Minvielle; für einzelne Projekte zog Lubat auch noch Tänzer, Schriftsteller, Michel Portal, Jacques Di Donato und Beb Guérin hinzu; 1977 holte er sogar einen Jazzkritiker auf die Bühne, der dort, bewaffnet mit Notizblock und Schreibmaschine, seiner Arbeit nachgehen sollte. Auf seiner CD Scatrap Jazzcogne (1994) verband er Scat, Rap (auf Okzitanisch) und gascognische Tänze mit Fusionjazz. Mit Software-Magiern wie Gérard Assayag und Marc Chemillier entwickelte er auf dem Album Artisticiel (2021) „Cyber-Improvisationen“ und improvisierte auf dem Piano neben Computern, ließ dies aber auch gegeneinander antreten.

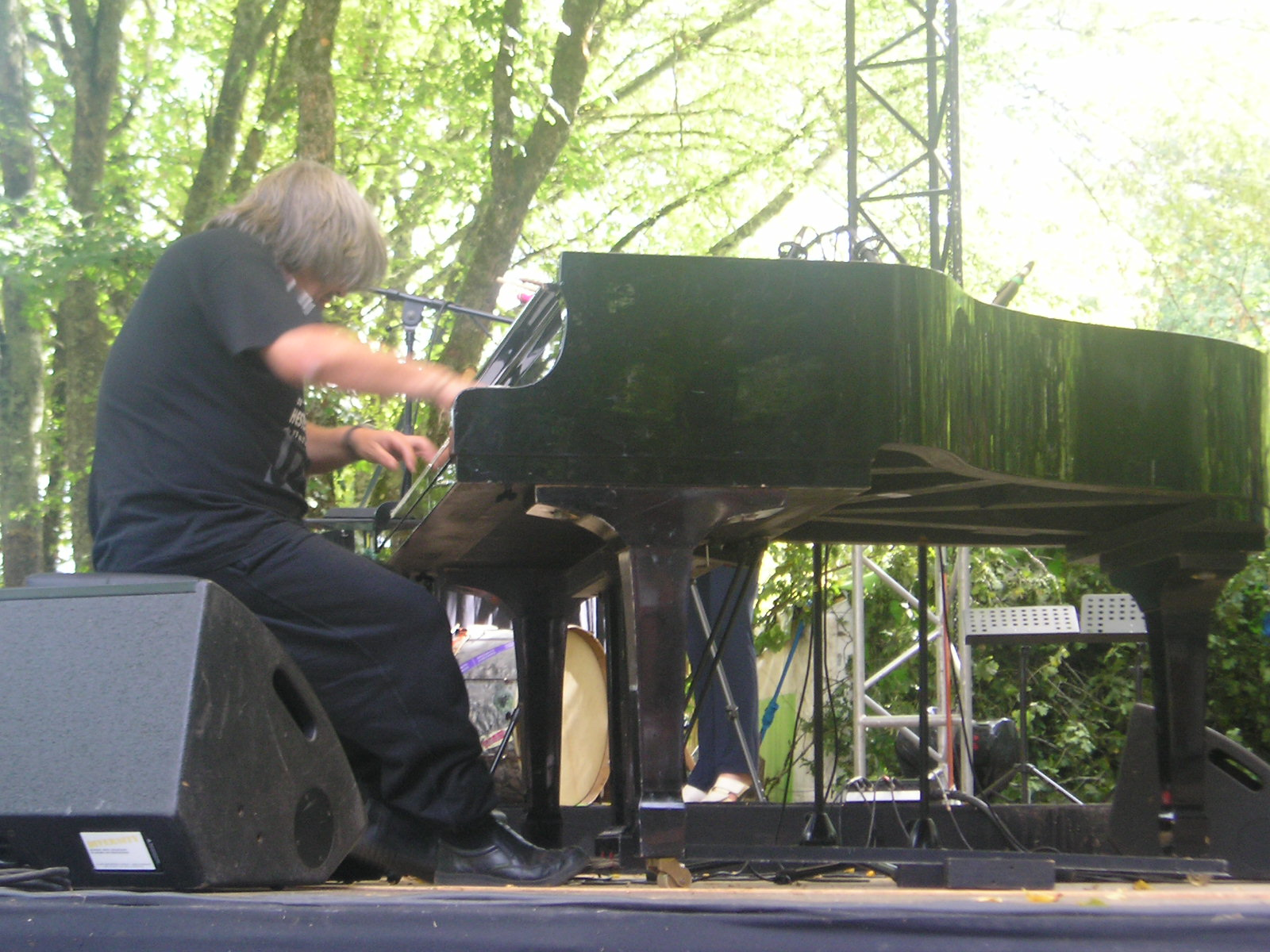
Bernard Lubat auf dem Festival von Uzeste (2006)

In seinem Heimatort Uzeste gründete er 1978 ein dreitägiges Musikfestival, das nicht nur Jazz (einschließlich der aus ihm entwickelten Formen eines zeitgenössischen Musiktheaters, wie es die Compagnie pflegt), sondern auch die traditionelle Musik der Gascogne und die Tangos, Pasodobles und weiteren Tänze des „Bal à papa“ umfasst. Dort kombinierte er auch  musikalische Happenings mit Feuerwerken, ließ Stars wie Archie Shepp oder Hermeto Pascoal auftreten und arbeitete mit  bildenden Künstlern wie Ernest Pignon-Ernest und Alain Kirili, Dramatikern  (André Benedetto) und Dichtern der Peripherie wie Bernard Manciet oder Édouard Glissant zusammen. Francis Marmande hat ihn in Le Monde  als „lebendige Synthese von Lacan und Coluche“ gewürdigt.

## Preise und Auszeichnungen
1972 erhielt er den Prix Django Reinhardt. 2004 erhielt er den Preis der SACEM für Jazz; 2012 den Orden der Ehrenlegion.